# Walter Matoni
Walter Matoni, nemški častnik, vojaški pilot in letalski as, * 27. junij 1917, Duisburg, Nemško cesarstvo, † 26. junij 1988, Zahodna Nemčija.

## Življenjepis
Walter Matoni je bil kot podčastnik k 9./JG 27 dodeljen poleti 1940. Svojo prvo zračno zmago je dosegel 30. septembra 1940 med bitko za Britanijo, ko je sestrelil britanskega lovca Hawker Hurricane. Julija 1941 je njegova enota delovala nad vzhodno fronto, kjer je Matoni dosegel še tri zmage. 17. avgusta 1941 je bil premeščen nazaj na zahod, k 5./JG 26, ki je deloval iz baz ob Rokavskem prelivu. Že 21. septembra je bil ponovno premeščen, tokrat v 7./JG 2. Razlog za tako hitro premestitev ni znan, v tej enoti pa je bil v enem od zračnih spopadov težko ranjen in je dolgo časa preživel na okrevanju. Med okrevanjem je postal inštruktor lovskih pilotov pri Jagdgruppe West. Kot inštruktor je delal med 20. oktobrom 1942 in 13. februarjem 1943. 
Med okrevanjem je napredoval v čin poročnika, v februarju 1943 pa je bil dodeljen v II./JG 26, ki je deloval iz baz v Franciji. Letalski as je postal 17. junija, ko je dosegel svojo peto zmago. Sestrelil je britanskega lovca Supermarine Spitfire. Matoni je kmalu spet napredoval v čin nadporočnika,  31. avgusta 1943 pa je s svojim Focke-Wulfom Fw-190 A-5 (W. Nr. 530 118) Črni 1 napadel ameriško bombniško formacijo, sestavljeno iz težkih štirimotornih bombnikov Boeing B-17. Obrambni ogenj bombnikov je zadel njegovega lovca, Matoni pa je bil ranjen in prisiljen poškodovano letalo zasilno pristati v Montdidieru. 
Zaradi poškodb se je moral spet zdraviti v bolnišnici, na fronto pa se je vrnil šele decembra 1943. Svojo osmo zmago je dosegel nad britanskim lovcem Spitfire, v bližini mesta Boulogne 21. decembra. 14. januarja 1944 je bil spet v spopadu z ameriškimi bombniki. Takrat je napadel formacijo lahkih bombnikov Martin B-26 in pri tem sestrelil spremljevalnega lovca Spitfire britanske RAF, ki ga je najverjetneje pilotiral ameriški letalski as pri RAF Franz Colloredo - Mansfeld iz 132. eskadrilje RAF. 
24. februarja je Matoni v bližini Frankfurta sestrelil svoje 13 letalo in 2000. letalo JG 26. Takrat je postal njegova žrtev osamljeni ameriški težki bombnik Consolidated B-24 Liberator. Walter Matoni je 25. februarja 1944 postal Staffelkapitän 5./JG 26 in bil 10. maja odlikovan z Nemškim križem v zlatu za doseženih dvajset zračnih zmag. Junija je postal stotnik, 15. avgusta 1944 pa Gruppenkommandeur I./JG 11. 
Že 24. septembra je položaj zapustil in na enakem položaju v I./JG 2 zamenjal težko ranjenega stotnika Ericha Hohagna. 5. decembra se je tudi Matoni pri zasilnem pristanku težko ranil. Poškodbe so bile tako hude, da je moral prenehati z aktivnim letenjem, kljub temu pa je bil 2. januarja 1945 imenovan za Gruppenkommandeurja II./JG 2. Na tem položaju je ostal do 28. februarja 1945. Matoni je bil 2. januarja 1945 odlikovan z Viteškim križem, konec vojne pa je dočakal v posebnem domu za pilote v Bad Wiesseeju. Umrl je 26. junija 1988.
Walter Matoni je na več kot 400 bojnih nalogah dosegel 34 zračnih zmag, od katerih je tri dosegel nad vzhodnim bojiščem, vse ostale pa nad zahodnim. Med njegovimi žrtvami je bilo 14 težkih štirimotornih bombnikov.

## Odlikovanja
- Železni križec 2. in 1. razreda
- Ehrenpokal der Luftwaffe (31. marec 1944)
- Nemški križ v zlatu (10. maj 1944)
- Viteški križ železnega križca (2. januar 1945)